# Centenera de Andaluz
Centenera de Andaluz – gmina w Hiszpanii, w prowincji Soria, w Kastylii i León, o powierzchni 19,87 km². W 2011 roku gmina liczyła 25 mieszkańców.